# Tyrrell 014
A Tyrrell 014 egy Formula–1-es versenyautó, amelyet a Tyrrell csapat tervezett az 1985-ös Formula–1 világbajnokságra, valamint ezt használta még az 1986-os idény első felében is. Pilótái 1985-ben Martin Brundle, Stefan Bellof, Ivan Capelli és Philippe Streiff voltak, 1986-ban pedig a Brundle-Streiff páros.

## Áttekintés
Az idényt még a 012-es modellel kezdték meg, amely Ford-Cosworth szívómotorokat használt. A 014-es (amely azért nem 013-as lett, mert balszerencsés számnak tartották) csak a szezon közepe tájékán készült el, és végül, utolsónak a csapatok közül, a Tyrrell is turbómotorokat használt, méghozzá Renault gyártmányúakat. A késlekedés oka a pénzhiány volt: miután az 1984-es bajnoki küzdelmekből kizárták őket, hatalmas összegektől estek el. Nem is volt az autó egy sikeres konstrukció, mindössze a szezonzárón tudott vele pontokat szerezni Capelli. Az 1985-ös idényt is vele kezdték meg, a szezonnyitón Brundle ért el egy ötödik helyet vele.

## Eredmények
(félkövérrel jelölve a pole pozíció)
| Év   | Csapat                    | Motor                | Gumik | Pilóták          | 1   | 2   | 3   | 4   | 5   | 6   | 7   | 8   | 9   | 10  | 11  | 12  | 13  | 14  | 15  | 16  | Pontok | Helyezés |
| ---- | ------------------------- | -------------------- | ----- | ---------------- | --- | --- | --- | --- | --- | --- | --- | --- | --- | --- | --- | --- | --- | --- | --- | --- | ------ | -------- |
| 1985 | Team Tyrrell              | Renault Gordini EF4B | G     |                  | BRA | POR | SMR | MON | CAN | DET | FRA | GBR | GER | AUT | NED | ITA | BEL | EUR | RSA | AUS | 3      | 10.      |
| 1985 | Team Tyrrell              | Renault Gordini EF4B | G     | Martin Brundle   |     |     |     |     |     |     | KI  | 7   |     |     | 7   | 8   | 13  | KI  | 7   | NR  | 3      | 10.      |
| 1985 | Team Tyrrell              | Renault Gordini EF4B | G     | Stefan Bellof    |     |     |     |     |     |     |     |     | 8   | 7   | KI  |     |     |     |     |     | 3      | 10.      |
| 1985 | Team Tyrrell              | Renault Gordini EF4B | G     | Ivan Capelli     |     |     |     |     |     |     |     |     |     |     |     |     |     | KI  |     | 4   | 3      | 10.      |
| 1985 | Team Tyrrell              | Renault Gordini EF4B | G     | Philippe Streiff |     |     |     |     |     |     |     |     |     |     |     |     |     |     | KI  |     | 3      | 10.      |
| 1986 | Data General Team Tyrrell | Renault Gordini EF4B | G     |                  | BRA | ESP | SMR | MON | BEL | CAN | DET | FRA | GBR | GER | HUN | AUT | ITA | EUR | MEX | AUS | 11*    | 7.       |
| 1986 | Data General Team Tyrrell | Renault Gordini EF4B | G     | Martin Brundle   | 5   | KI  | 8   |     |     |     |     |     |     |     |     |     |     |     |     |     | 11*    | 7.       |
| 1986 | Data General Team Tyrrell | Renault Gordini EF4B | G     | Philippe Streiff | 7   | KI  | KI  |     |     | 11  | 9   |     |     |     |     |     |     |     |     |     | 11*    | 7.       |

* 9 pontot a 015-össel szereztek